# 華爾街40號
川普大樓（英語：Trump Building）原稱“曼哈頓信託銀行大樓”（Bank of Manhattan Trust building），也稱“曼哈頓公司大樓”（Manhattan Company Building），後來其創始人組成大通曼哈頓銀行之後又稱“華爾街40號”（40 Wall Street）。為一棟位於美國紐約的摩天大樓，坐落於曼哈頓的納蘇街與威廉街之間，地址為華爾街40號（40 Wall Street）。這棟摩天大樓原本稱為曼哈頓銀行大廈（Bank of Manhattan Trust Building），不過後來因為大通國民銀行與曼哈頓銀行合併，所以不再稱為曼哈頓銀行大廈。這棟建築總共有70層，於1930年落成，建造期間只有11個月，當時是世界上最高的建築，後來被克萊斯勒大廈超過，目前則是美國第20高的建築。

## 建築
川普大樓的頂端為282.5公尺（927呎），在克萊斯勒大廈於同年（1930年）完工前，曾經有很短暫的時間成為世界上最高的建築。當時稱為華爾街40號大廈，後來唐納·川普於1995年買下該大廈，於是現在稱為川普大樓。在1998年，紐約市地標保護委員會認定川普大樓為紐約的地標。川普大樓目前是紐約市位於區塊中央的最高建築。

## 成為世界最高建築的過程
川普大樓一開始計畫比附近的伍爾沃斯大樓（於1913年完工）還要高41公尺（135英尺），更重要的是，這個高度會比克萊斯勒大廈計畫的高度282公尺（925英尺）還要高2英尺。最終，川普大樓終於在1930年4月至1930年5月27日之間成為世界上最高的建築物。
然而，克萊斯勒大廈在川普大樓落成後暗中改變預定建設的高度，一個高38公尺（125英尺）的尖頂將會安置在克萊斯勒大廈的上方，實現大亨沃爾特·克萊斯勒（Walter Chrysler）擁有世界最高建築的夢想。不過這兩個大廈互相為世界第一爭鬥多時，他們頭銜保持的時間卻相當短暫，因為另一座帝國大廈在隔年的1931年完成以後，高度就超過克萊斯勒大廈與川普大樓，成為世界上最高的建築。

## 瑣事
- 川普大樓是由H·克雷格·塞偉雷斯（H. Craig Severance）與松井康雄（助理建築師）、施里夫與蘭姆（顧問建築師）所設計[1]。建築師德·斯庫特（Der Scutt）則設計大廳，並改變入口的設計[1]。
- 川普大樓曾在1946年於霧中被美國海岸防衛隊所屬的飛機撞上，這次事件造成5個人身亡，川普大樓頂端的尖塔也受到破壞[1]。
- 雖然這個區域僅供商業使用，不過據說政治家托馬斯·杜威曾經居住在川普大樓的高層中。
- 唐納德·川普買下這棟大樓時，他試圖將上面的樓層轉換成住宅，與下方的商業區切割。不過目前這棟大樓仍然全部都是商業區。
- 唐納德·川普在1995年買下這棟大樓時只花費800萬美元，在這之後也曾經重新整修過。他在2003年時曾經想要賣掉這棟大樓，並開價超過3億美金，不過後來並沒有成交，所以目前他仍然擁有這棟大樓。
- 在第4季第9集的《誰是接班人》中，川普宣稱他只在這棟建築花費100萬美元，不過實際上川普大樓價值約4億美元。這一集在2005年11月17日於BBC播出。
- 在CNBC的電視劇《The Billionaire Inside》中，川普再度宣稱他只在這棟建築花費100萬美元，不過它的價值是6億美元，表示近兩年來增加2億美元。這一集在2007年10月17日於CNBC播出。
- 川普大樓在2000年6月16日加入國家歷史場所登記的名單中，並編號為00000577[4]。